# Henrique Eduardo Vosgien de Noronha
Henrique Eduardo Vosgien de Noronha ComA • GOA (Lisboa, São Mamede, 26 de Maio de 1917 - 2010), que usou o título de 3.º Visconde de Santa Cruz, foi um militar português.

## Família
Filho do Esgrimista Campeão Olímpico Mário López da Vasa César Alves de Noronha (Mário de Noronha), que em Monarquia seria Representante do Título de Visconde de Santa Cruz, e de sua mulher Céline Margarida Vosgien.

## Biografia
Comandante durante a Segunda Guerra Mundial dum patrulha antissubmarino, Comandante do draga-minas São Miguel, Capitão-Tenente Comandante da Defesa Marítima do Porto de Inhambane de Janeiro de 1958 a Maio de 1960 e, já durante a Guerra Colonial, Capitão-Tenente Comandante da Defesa Marítima do Porto de Lourenço Marques, Capitão de Fragata Comandante da fragata Corte-Real desde Março de 1962, tendo sido agraciado a 5 de Julho desse ano com o grau de Comendador da Ordem Militar de Avis. Foi, depois, sucessivamente, Chefe do Estado-Maior do Comando Naval de Moçambique, Capitão de Fragata Chefe do Estado-Maior do Comando Naval de Moçambique de Junho de 1966 a Junho de 1968, Chefe da Divisão de Operações do Comando Naval de Moçambique de Junho de 1966 a Setembro de 1968, tendo sido elevado a Grande-Oficial da Ordem Militar de Avis a 27 de Agosto de 1970, e condecorado com as Medalhas Navais de Vasco da Gama e do Infante D. Henrique, Cruz de 1.ª Classe da Ordem do Mérito Naval de Espanha. Comandante do Grupo Número Um de Escolas da Armada e, por último, Comandante-Adjunto da Área Ibero-Atlântica ou Ibero-Americana da NATO, no Forte de São Julião da Barra, em Oeiras e São Julião da Barra, falecendo com o posto de Contra-Almirante.
Usou o título de 3.º Visconde de Santa Cruz por alvará do Conselho de Nobreza de Duarte Nuno de Bragança de 13 de Outubro de 1966. Foi Representante da Família da Vasa em Portugal.